# Lipp
Pour les articles homonymes, voir Lipp (homonymie).
Lipp est une brasserie située au 151, boulevard Saint-Germain, dans le 6e arrondissement de Paris, en France. Elle décerne chaque année un prix littéraire, le « prix Cazes », du nom d'un de ses anciens propriétaires.

## Histoire
C'est le 27 octobre 1880, que Léonard Lipp et son épouse Pétronille ouvrent leur brasserie boulevard Saint-Germain. Alsacien d'origine, né à Goldbach le 5 novembre 1846 dans le département du Haut-Rhin, Léonard Lipp a fui sa terre natale, devenue allemande, et se consacre à la préparation de cervelas rémoulade en entrée et de choucroute en plat de résistance, le tout accompagné de bière. Sa convivialité et des prix modestes lui font connaître un franc succès. L'établissement porte alors le nom de Brasserie des Bords du Rhin. La germanophobie lors de la Première Guerre mondiale l'oblige à prendre comme nouveau nom la Brasserie des Bords pendant quelques années.
En 1905, Jules Cazé en devient propriétaire. Il la revend ensuite à M. Hébrard,.
En juillet 1920, le bougnat Marcelin Cazes (et non Marcellin) reprend l'établissement, qui était déjà fréquenté par quelques poètes comme Verlaine ou Apollinaire. Il le fait décorer avec des céramiques murales de Léon Fargue - le père de Léon-Paul Fargue -, les plafonds peints de Charley Garry, les banquettes en moleskine marron. C'est en 1935 que Marcelin créera le prix Cazes, qui était originellement attribué chaque année à un auteur n'ayant jamais eu d'autre distinction littéraire, ce qui n'est plus le cas aujourd'hui. En 1955, Marcelin passe le flambeau à son fils Roger Cazes. Entre la fin des années 1950 et le début de la décennie suivante, Gaby Aghion organise pour la marque Chloé les défilés de prêt-à-porter dans cette brasserie.
C'est devant cette brasserie, le 29 octobre 1965, que Mehdi Ben Barka, opposant politique au roi du Maroc, Hassan II, a été enlevé par les services secrets marocains avec de probables collaborations locales. L'« affaire Ben Barka » deviendra un scandale politique qui altérera profondément les relations entre la France et le Maroc.
La brasserie est fréquentée par de nombreuses personnalités (politiques, artistiques, etc.), par exemple les écrivains Jacques Laurent et Jean Dutourd, les comédiens Michèle Morgan, Jean-Paul Belmondo et Elizabeth Taylor, le chanteur Claude Nougaro, le mannequin Kate Moss, les présidents Georges Pompidou, Valéry Giscard d'Estaing, François Mitterrand et Bill Clinton, l'ancienne impératrice Farah Pahlavi, ou encore Roberto Benzi, chef d'orchestre qui y célébrait ses grands succès.
À partir de 1990, la famille Bertrand, d'origine auvergnate, propriétaire du salon de thé Angelina, de la chaîne de restauration rapide Bert's et du pub Sir Winston, reprend progressivement la brasserie. Entre 2000 et 2020, Claude Guittard en est le directeur.
Les décors sont d'origine et les menus du jour n'ont pas été changés depuis les années 1930. La clientèle est cependant désormais majoritairement constituée de touristes internationaux.

## Prix Cazes
Le prix Cazes est un prix littéraire créé dans le but de récompenser les auteurs de moins de 40 ans n'ayant jamais été primés, afin de leur servir de « rampe de lancement ». Depuis sa création, ce principe a cependant été abandonné. Il est doté d'un chèque de 4 000 euros et de vingt repas gratuits à la brasserie.
- 1935 : La Compagnie théâtrale le Rideau de Paris, de Marcel Herrand et Jean Marchat, pour ses créations du Coup de Trafalgar (Roger Vitrac) et de L'Homme blanc (André de Richaud)
- 1936 : Pierre Albert-Birot, pour Grabinoulor
- 1937 : Thyde Monnier, pour La Rue courte
- 1938 : Kléber Haedens, pour L'École des parents
- 1939 : Marius Richard, pour Jeanne qui s'en alla, Correa
- 1940 : André Cayatte, pour Le Traquenard
- 1942 : Albert Paraz, pour Le Roi tout nu
- 1943 : Jean Proal, pour Où souffle la lombarde
- 1944 : Pierre Tisseyre, pour Cinquante-cinq heures de guerre
- 1946 : 3 prix décernés pour 1941, 1945 et 1946 :
  - Jean-Louis Curtis, pour Les Jeunes Hommes
  - Olivier Séchan, pour Les Chemins de nulle part
  - Jean Prugnot, pour Béton armé
- 1947 : Florian Le Roy, pour L'Oiseau volage
- 1947 : Pierre Humbourg, pour Le Miroir sans tain, 1947
- 1948 :
  - André Favier, pour Confession sans grandeur
  - Pierre Humbourg, pour Le Bar de minuit passé
- 1949 : François Raynal, pour Marie des solitudes, Borée
- 1950 : Marcel Schneider, pour Le Chasseur vert,
- 1951 : Bertrand Defos, pour Le Compagnon de route
- 1952 : Henry Muller, pour Six pas en arrière, La Table ronde
- 1953 : Ladislas Dormandi, pour Pas si fou, Clouzot
- 1954 : Hélène Bessette, pour Lili pleure, Gallimard
- 1955 : Albert Vidalie, pour Les Bijoutiers du clair de lune, Denoël
- 1956 : Georges Bayle, pour Le Pompiste et le Chauffeur, Gallimard
- 1957 : Yves Grosrichard, pour La Compagne de l'homme, Gallimard
- 1958 : André Guilbert, pour Deux doigts de terre, Julliard
- 1959 : Jacques Peuchmaurd, pour Le Plein Été, Éditions Robert Laffont
- 1960 : Monique Lange, pour Les Platanes, Gallimard
- 1961 :
  - Solange Fasquelle, pour Le Congrès d'Aix
  - Henry Dory, pour La Nuit de la Passion
- 1962 : Ghislain de Diesbach, pour Un joli train de vie, Éditions R. Julliard
- 1963 : Francis Huré, pour Le Consulat du Pacifique
- 1964 : Luc Bérimont, pour Le Bois Cattiau
- 1965 : René Sussan, pour Histoire de Farezi, Denoël
- 1966 : Georges Elgozy, pour Le Paradoxe des technocrates, Denoël
- 1967 : Marie-Claude Sandrin, pour La Forteresse de boue, Buchet-Chastel
- 1968 : Walter Lewino, pour L'Éclat et la Blancheur, Albin Michel
- 1969 : Jacques Baron, pour L'An I du surréalisme, Denoël
- 1970 : Michel de Grèce, pour Ma sœur l'histoire, ne vois-tu rien venir ?
- 1971 : José Luis de Vilallonga, pour Fiesta, Robert Laffont
- 1972 : Suzanne Prou, pour Méchamment les oiseaux, Calmann-Lévy
- 1973 : Claude Menuet, pour Une enfance ordinaire, Gallimard
- 1974 : François de Closets, pour Le Bonheur en plus, Denoël
- 1975 : Jean-Marie Fonteneau, pour Phénix, Grasset
- 1976 : Jean Chalon, pour Portrait d'une séductrice, Stock
- 1977 : Éric Ollivier, pour Panne sèche, Denoël
- 1978 : Jacques d'Arribehaude, pour Adieu Néri
- 1979 : François Cavanna, pour Les Ritals, Belfond
- 1980 : Guy Lagorce, pour Les Héroïques, Julliard
- 1981 : Olivier Todd, pour Le Fils rebelle, Grasset
- 1982 : Jean Blot, pour Gris du ciel, Gallimard
- 1983 : Edgar Faure, pour Avoir toujours raison… c'est un grand tort, Plon
- 1984 : Dominique Desanti, pour Les Clés d'Elsa, Ramsay
- 1985 : Jean-Paul Aron, pour Les Modernes, Gallimard
- 1986 : Xavier de la Fournière, pour Louise Michel, Perrin
- 1987 : Joël Schmidt, pour Lutèce, Perrin
- 1988 : Ya Ding, pour Le Sorgho rouge, Retz
- 1989 : Jean Hamburger, pour Monsieur Littré, Flammarion
- 1990 : Jean-Jacques Lafaye, pour L'Avenir de la nostalgie, une vie de Stefan Zweig, Le Félin
- 1991 : Pierre Sipriot, pour Montherlant sans masque, Rober Laffont
- 1992 : Élisabeth Gille, pour Le Mirador, Presses de la Renaissance
- 1993 : Jean Prasteau, pour Les Grandes Heures du faubourg St-Germain, Perrin
- 1994 : Michel Melot, pour L'Écriture de Samos, Albin Michel
- 1995 : Jean Marin, pour Petit Bois pour un grand feu, Fayard
- 1996 : Gilles Lapouge, pour L'Incendie de Copenhague, Albin Michel
- 1997 : Jean-Paul Enthoven, pour Les Enfants de Saturne, Grasset
- 1998 : Clémence de Biéville, pour Le Meilleur des Mariages, Denoël
- 1999 : Michel Chaillou, pour La France fugitive, Fayard
- 2000 : Shan Sa, pour Les Quatre Vies du saule, Grasset
- 2001 : Marcel Jullian, pour Mémoire buissonnière, Albin Michel
- 2002 : Gérard de Cortanze, pour Une chambre à Turin, Le Rocher
- 2003 : Jean-Claude Lamy, pour Mac Orlan, l'aventurier immobile, Albin Michel
- 2004 : Béatrice Commengé, pour Et il ne pleut jamais, naturellement, Gallimard
- 2004 : Georges Suffert, pour Le Pape et l'Empereur, de Fallois
- 2005 : Françoise Hamel, pour Fille de France, Plon
- 2006 : Emmanuelle Loyer, pour Paris à New York : Intellectuels et artistes français en exil (1940-1947), Grasset
- 2007 : Richard Millet, pour Dévorations, Gallimard
- 2008 : Claude Delay, pour Giacometti Alberto et Diego, Fayard
- 2009 : Françoise Wagener, pour Je suis née inconsolable. Louise de Vilmorin (1902-1969), Albin Michel
- 2010 : Christian Giudicelli, pour Square de la Couronne, Gallimard
- 2011 : Patricia Reznikov, pour La nuit n’éclaire pas tout, Albin Michel
- 2012 : Nicolas d'Estienne d'Orves, pour Les Fidélités successives, Albin Michel[8]
- 2013 : Diane de Margerie, pour Éclats d'insomnie, Grasset
- 2014 : Robert Sabatier, pour Je vous quitte en vous embrassant bien fort, Albin Michel
- 2015 : Gabriel Matzneff, pour La Lettre au capitaine Brunner, La Table Ronde
- 2016 : Dominique Paravel, pour Giratoire, Serge Safran[9]
- 2017 : Éric Neuhoff, pour Costa Brava, Albin Michel
- 2018 : Régis Wargnier, pour Les prix d'excellence, Grasset
- 2019 : Louis-Henri de La Rochefoucauld, pour La Prophétie de John Lennon, Stock
- 2020 : Alexandre Postel, pour Un automne de Flaubert, Gallimard
- 2022 : 2 lauréats ex æquo Gautier Battistella, pour Chef, Grasset et Mathilde Brézet, pour Le Grand monde de Proust, Grasset
- 2023 : Marie Charrel, pour Les Mangeurs de Nuit, Éditions de l'Observatoire
- 2024 : Nathan Devers, pour Penser contre soi-même, Éditions Albin Michel

## Dans la culture
Cinéma
- Une scène du film Paris au mois d'août (1966) de Pierre Granier-Deferre avec Charles Aznavour et Susan Hampshire.
- Une scène du film Tanguy (2001) y est tournée[10],[5].

Littérature
- L'écrivain Pierre Bourgeade a écrit plusieurs nouvelles ayant pour cadre la célèbre brasserie : « La Perleuse » (dans Cybersex et autres nouvelles, Éditions Blanche, 1997  (ISBN 978-2911621093)) ; « Histoire de Chimène » (dans Senso, mars-avril 2004, no 13) ; « Chimène chez Lipp » (extrait d'Éloge des fétichistes, Tristram, 2009, 193 p.  (ISBN 978-2907681766)).